# Micromia dinosia
Micromia dinosia är en fjärilsart som beskrevs av Louis Beethoven Prout 1926. Micromia dinosia ingår i släktet Micromia och familjen mätare. Inga underarter finns listade i Catalogue of Life.